# Ștrengărița (film din 1953)
Ștrengărița (titlul original: în franceză Julietta) este un film francez de comedie romantică, realizat în 1953 de regizorul Marc Allégret avându-l asistent pe Roger Vadim și Pierre Blondy, după romanul omonim din 1951 al scriitoarei Louise de Vilmorin, protagoniști fiind actorii Jean Marais, Dany Robin și Jeanne Moreau. 

## Rezumat
Întoarsă din vacanță cu sora ei Martine, Juliette Valendor, o tânără romantică și visătoare, îi este greu să accepte logodnicul de cincizeci de ani ales pentru ea de autoritara ei mamă, chiar dacă este prințul monden Hector d'Alpen.
În trenul spre casă, are ocazia de a-l întâlni pe bărbatul visurilor sale, în persoana avocatului André Landrecourt. Dar André nu realizează imediat că are în fața sa, femeia vieții sale. Din cauza unei cutii de țigări uitate și a unui tren pierdut, o găzduiește pe Julietta pentru o noapte în casa lui din Poitiers.
Dar a doua zi aceasta, îndrăzneață, refuză să plece. Falsa ingenuă se instalează în podul casei avocatului, se amestecă în viața lui. Sosirea neașteptată a logodnicei oficiale a lui André, capricioasa Rosie Farabey, fosta amantă a Prințului de Alpen, va provoca o serie de situații comice, pentru care André, se luptă nebunește într-o goană infernală prin casă, trebuindsă le împiedice pe cele două femei să se întâlnească.
Rosie, revoltată de primirea uluitoare și rece a lui André, decide să întrerupă relația lor și pleacă la brațul prințului. În sfârșit, conștient de farmecul Juliettei, André se alătură iubitei sale din pod. Visele și himerele Juliettei se materializează în sfârșit. Și-a găsit soțul ideal, fericirea, prințul fermecător.

## Distribuție
- Jean Marais – André Landrecourt, avocat
- Dany Robin – Juliette Valendor
- Jeanne Moreau – Rosie Facibey, prietena lui André
- Denise Grey – dna. Valendor, mama
- Bernard Lancret – prințul Hector d'Alpen
- Nicole Berger – Martine Valendor, sora Juliettei
- Georges Chamarat – Arthur, intendentul
- François Joux – comisarul
- Georges Sauval – controlorul
- Louis Saintève – bărbatul din toaleta trenului
- Alain Terrane
- Renée Barell

## Premii și nominalizări
- 1954 Festivalul de Film de la San Sebastián
  - Nominalizare pentru cel mai bun film